# Медовбрук (Алабама)
Медовбрук (англ. Meadowbrook) — переписна місцевість (CDP) та невключена територія в США, в окрузі Шелбі штату Алабама. Населення — 9688 осіб (2020).

## Географія
Медовбрук розташований за координатами 33°23′43″ пн. ш. 86°42′16″ зх. д. / 33.39528° пн. ш. 86.70444° зх. д. (33.395235, -86.704373).  За даними Бюро перепису населення США в 2010 році переписна місцевість мала площу 10,95 км², з яких 10,92 км² — суходіл та 0,03 км² — водойми.

## Демографія
Згідно з переписом 2010 року, у переписній місцевості мешкало 8769 осіб у 3187 домогосподарствах у складі 2523 родин. Густота населення становила 801 особа/км².  Було 3325 помешкань (304/км²).
Расовий склад населення:
| - 92,8 % — білих - 3,9 % — чорних або афроамериканців - 2,1 % — азіатів - 0,1 % — корінних американців |

До двох чи більше рас належало 0,8 %. Частка іспаномовних становила 1,6 % від усіх жителів.
За віковим діапазоном населення розподілялося таким чином: 27,5 % — особи молодші 18 років, 64,4 % — особи у віці 18—64 років, 8,1 % — особи у віці 65 років та старші. Медіана віку мешканця становила 40,3 року. На 100 осіб жіночої статі у переписній місцевості припадало 97,6 чоловіків;  на 100 жінок у віці від 18 років та старших — 92,6 чоловіків також старших 18 років.
Середній дохід на одне домашнє господарство  становив 109 275 доларів США (медіана — 92 193), а середній дохід на одну сім'ю — 126 330 доларів (медіана — 113 581). Медіана доходів становила 76 030 доларів для чоловіків та 48 625 доларів для жінок. За межею бідності перебувало 6,5 % осіб, у тому числі 3,4 % дітей у віці до 18 років та 9,9 % осіб у віці 65 років та старших.
Цивільне працевлаштоване населення становило 4886 осіб. Основні галузі зайнятості: освіта, охорона здоров'я та соціальна допомога — 18,2 %, фінанси, страхування та нерухомість — 17,3 %, науковці, спеціалісти, менеджери — 13,8 %, роздрібна торгівля — 12,8 %.